# Нгаванг Намгьел
Нгаванг Намгьял (род. 27 декабря 1998, Тронгса) — бутанский дзюдоист, выступающий в весовой категории до 60 килограммов.

## Биография
Нгаванг Намгьял родился 27 декабря 1998 года в городе Тронгса дзонгхага Тронгса Королевства Бутан.
Учился и тренировался в Pelkhil School (англ. Pelkhil School) в городе Тхимпху.
В июле 2017 года участвовал в Кубке Азии среди юниоров и занял 5-е место.
В июле 2018 года участвовал в Кубке Азии среди юниоров.
В августе 2019 года участвовал в 33-м чемпионате мира по дзюдо, где проиграл болгарскому спортсмену Валентину Алипиеву.
В декабре 2019 года стал бронзовым призёром на XIII Южноазиатских играх (англ. 2019 South Asian Games) и получил право участвовать в Летних Олимпийских играх 2020 года.
В июле 2021 года участвовал в XXXII Летних Олимпийских играх. 24 июля 2021 года проиграл турецкому спортсмену Михрачу Аккушу.